# Región de Río de Oro-La Güera
Río de Oro-La Güera (en francés: Oued Ed-Dahab-Lagouira; en árabe: وادي الذهب لكويرة Wādi al-ḏahab al-guirah) era una región de Marruecos (1997-2015), situada en el sur del territorio en disputa del Sahara Occidental. Su capital era Dajla.
Tras el decreto n.º 2-15-10 de 20 de febrero de 2015, que estableció en Marruecos una nueva división territorial con doce regiones, las provincias que componían Río de Oro-La Güera pasaron a formar la nueva región de Dajla-Río de Oro.

## Historia
El área donde se encontraba la región está ocupado por Marruecos casi en su totalidad, siendo parte integrante del territorio por descolonizar del Sahara Occidental. Marruecos la consideraba una de sus dieciséis regiones; el Frente Polisario y otros grupos saharauis independentistas afirman que formaba parte de la República Árabe Saharaui Democrática. Las Naciones Unidas y muchos Estados no reconocen ni la soberanía marroquí ni la autodeclarada república saharaui.

## Geografía
La región tenía un área de 130 898 kilómetros cuadrados y una población de 142 955 habitantes, de acuerdo con el censo de 2014. Su capital era la ciudad costera de Dajla, denominada Villa Cisneros durante la colonización española.

### Subdivisiones
- Prefectura de Auserd
- Provincia de Río de Oro-Dajla